# برونو مونتيلونغو
برونو مونتيلونغو (بالإسبانية: Bruno Montelongo) (مواليد 12 فبراير 1987 في مونتيفيديو - الأوروغواي) لاعب كرة قدم أوروغواياني يلعب حاليا لصالح نادي الدرجة الأولى الإيطالية إيه سي ميلان منذ 2010 في مركز ظهير أيمن.

## روابط خارجية
- برونو مونتيلونغو على موقع الاتحاد الدولي (مؤرشف)  (الإنجليزية)
- برونو مونتيلونغو على موقع إي إس بي إن إف سي (الإنجليزية)
- برونو مونتيلونغو على موقع قاعدة بيانات كرة القدم.إي يو (الإنجليزية)
- برونو مونتيلونغو على موقع Soccerway.com (الإنجليزية)
- برونو مونتيلونغو على موقع عالم كرة القدم.نت (الإنجليزية)
- برونو مونتيلونغو على موقع كووورة